# Přelouč
Přelouč (německy: Prelauc, též Pritzland, Pschelautsch) je město v okrese Pardubice, nacházející se asi 13 kilometrů západně od Pardubic. Město leží s jádrem na levém břehu řeky Labe. Žije zde přibližně 10 tisíc obyvatel.

## Historie

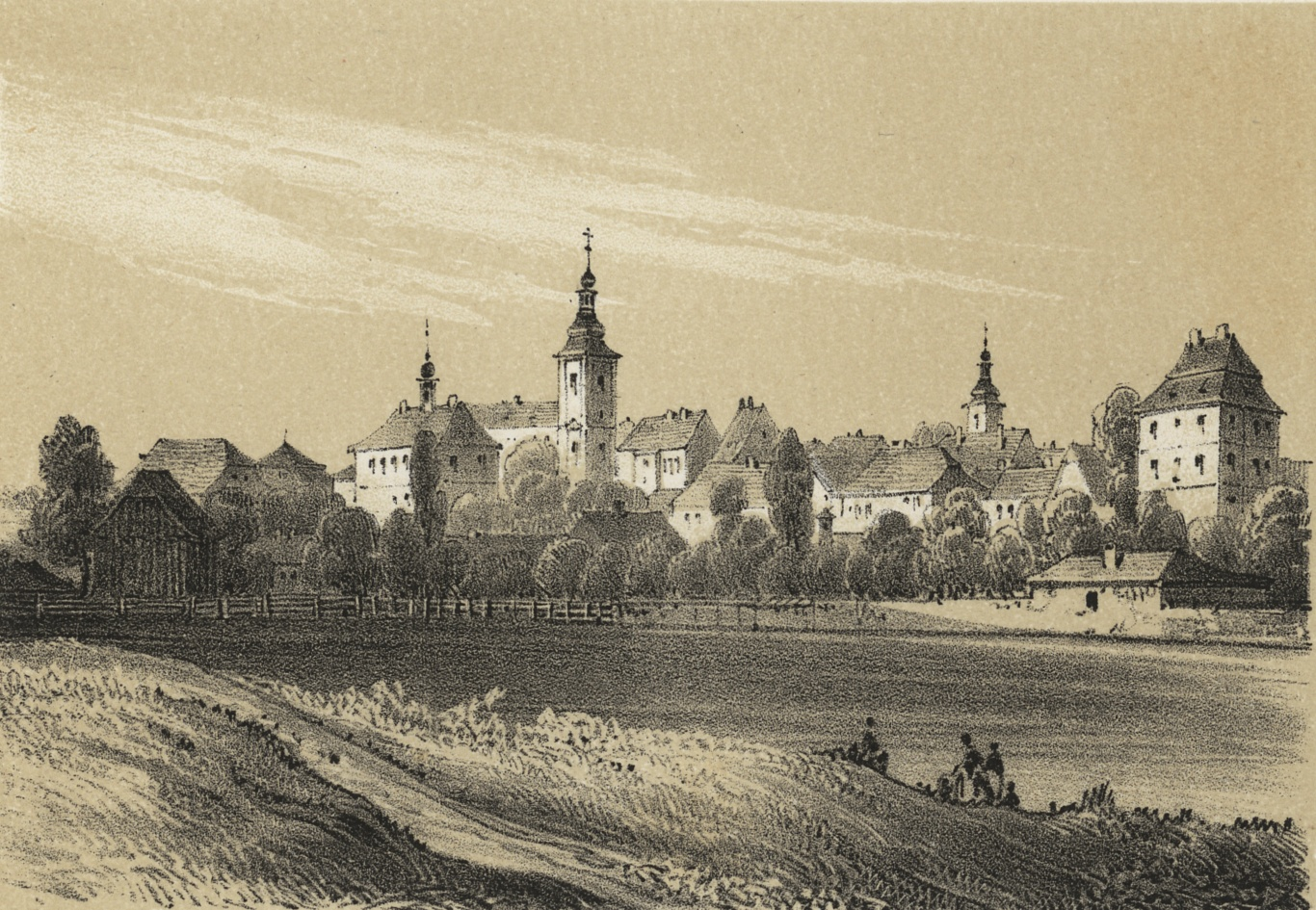
Pohled na Přelouč ze železniční trati v roce 1845

Přelouč je jedním z nejstarších historicky doložených míst regionu. Ve svém znaku má černý rošt ve zlatém poli, který je atributem sv. Vavřince, patrona opatovického kláštera, kterému byla v roce 1086 králem Vratislavem I. věnována. K tomuto roku se vztahuje i první písemná zmínka o osadě s chmelnicí. Od té doby se význam Přelouče výrazně měnil. Dne 8. září roku 1261 byla původní osada povýšena Přemyslem Otakarem II. na město a bylo jí uděleno magdeburské soudní právo. Správa náležela zvláštní rychtě. Mezi jejími držiteli byl například i Jiří z Poděbrad. Ještě ve 13. století se město stalo významným strategickým tranzitním místem při labském brodu na spojnici Hradce Králové a Kutné Hory. Roku 1421 byla Přelouč údajně dobyta a zničena katolickým vojskem Jana Městeckého z Opočna.
Roku 1518 připojil Přelouč Vilém z Pernštejna k panství Pardubice. V druhé polovině 16. století dostala renesanční podobu a roku 1580 se stala královským komorním městem, když tato privilegia potvrdil Rudolf II. Zároveň byl městu udělen městský znak s roštem sv. Vavřince. Za dob třicetileté války byla ale znovu poničena. V roce 1635 bylo město zasaženo ničivým požárem a v okolí operovalo nepřátelské saské vojsko, které zničilo labský most na hlavní spojnici mezi Slezskem a centrální částí Království českého. Od roku 1639 bylo město opakovaně poškozováno nepřátelskými i císařskými regimenty. Další požár zasáhl město v roce 1641. Rozkvět městu přinesla až stavba železnice a císařské silnice v 1. pol. 19. století. Díky těmto stavbám se Přelouč stala po Pardubicích druhým hospodářsky nejvýznamnějším městem regionu. V letech 1949 až 1960 byla městem okresním. V celém městě je v současnosti registrováno celkem 3563 domů a bytů a žije zde 9193 obyvatel.
17. dubna roku 1571 v místním špitále zemřel poslední slezský panovník se sídlem na území dnešní České republiky, kníže Fridrich Kazimír, potomek českých králů z rodu Přemyslovců a také potomek krále Jiřího z Poděbrad. Jeho smrtí zanikla poslední česká panovnická dynastie. Kníže byl následně pochován v rodové hrobce Pernštejnů v kostele svatého Bartoloměje v Pardubicích, kde má dodnes vystavený renesanční náhrobek.

## Etymologie
První písemná zmínka o Přelouči, kladená do sklonku 11. století je nejstarším pramenným dokladem o její existenci. Jedná se o zakládací listinu benediktinského kláštera v Opatovicích nad Labem, v níž je jako součást panovnické donace nově založené církevní instituce jmenována i osada Přelúčie. Dochovaná listina, jejímž vydavatelem měl být král Vratislav, je sice padělkem, vyrobeným asi až v polovině 12. století, nicméně její obsah lze do značné míry považovat za autentický.
Podle latinského textu listiny získal klášter „… Priluche villam cum hospitibus et omulum et quosque campi ipsius ville protendetur, villam Mocossin cum hospitibus, villam quosque inter Mocossin et Priluche Opatouici dictam…“, tedy Přelouč, Mokošín a ves Opatovice, ležící tehdy mezi Mokošínem a Přeloučí. Středověká latina neměla zvláštní znaky pro rozlišení tehdejší staročeské výslovnosti, a tudíž se lze domnívat, že zapsaný tvar „Priluche“ se tehdy četl [prilučje], tedy osada, ležící „při lukách“, resp. „před lukami“.
Další písemný doklad o Přelouči pochází až z doby o půldruhého století mladší. V listině z roku 1229 český král Přemysl Otakar I. potvrdil opatovickému klášteru držbu Přelouče. Text listiny je v případě Přelouče formulován, jako by šlo o darování vsi Přelúčie do majetku kláštera: „… Przelluccssie cum appendiis suis…“.
Na základě rozboru fonetického vývoje předložky „pře-“ se dává přednost vysvětlení vzniku jména jako místa, ležícího před loukou či lukami. Nejvýznamnějším argumentem pro tuto variantu je tvar jména Přelouče v zakládající listině města z roku 1261, a to jako „Predlutzs“.
Úvaha o vzniku jména Přelouče podle toho, že se k ní chodilo „přes louky“, nemá jazykové ani pramenné opodstatnění.
Až do 18. století se jméno města užívalo výhradně ve středním rodu, tj. „to Přeloučí“. Ženský rod „ta Přelouč“ převládl až v průběhu 19. století.

## Části města
- Klenovka
- Lhota
- Lohenice
- Mělice
- Přelouč
- Škudly
- Štěpánov
- Tupesy

Od 1. ledna 1986 do 23. listopadu 1990 k městu patřily i Litošice.

## Pamětihodnosti
Od konce 13. století bylo budováno městské opevnění. Mělo dvě hlavní brány, Horskou na západě (též Pražskou) a na východě Pardubickou a dvě fortny, na severní straně Semínská, na jižní Benešovická. Obě brány byly zbourány po požáru v roce 1809.
První radnice je doložena z roku 1562, zbořena byla roku 1852. Nová radnice s chlapeckou a dívčí školou v novorenesančním stylu byla vystavěna v roce 1882. Ve stejném stavebním slohu byla v letech 1899–1901 vybudována Občanská záložna, kostel evangelického sboru 1905 a Divišova vila, vše dle plánů architekta Rudolfa Kříženeckého. Vila sloužila pro účely městského muzea, pak jako pečovatelský dům Církve českobratrské evangelické, nyní je zprivatizována a upravena.
Římskokatolický kostel svatého Jakuba Staršího, původně románský, barokně přestavěn v roce 1646 po požáru v roce 1621, barokní varhany pocházejí z roku 1692. Hřbitovní kaple Navštívení Panny Marie byla postavena v letech 1682–84 v souvislosti s pověstí o zázračné moci mariánského obrazu. Sloup sv. Jana Nepomuckého pochází z roku 1704.
Novorománská synagoga z roku 1861 byla roku 1937 pronajata Církvi československé, v letech 1949–1952 zmodernizována na sbor Tůmy Přeloučského.

## Turistické a cyklistické trasy
- Labská cyklotrasa (2)
- Naučná geologická cyklostezka MAGEO
- Naučná stezka Kolem rybníka Buňkov
- Naučná stezka Za záchranu lesa
- Naučná stezka Procházka po Přelouči s Františkem Filipovským
- Svatojakubská cesta
- aj.

## Průmysl

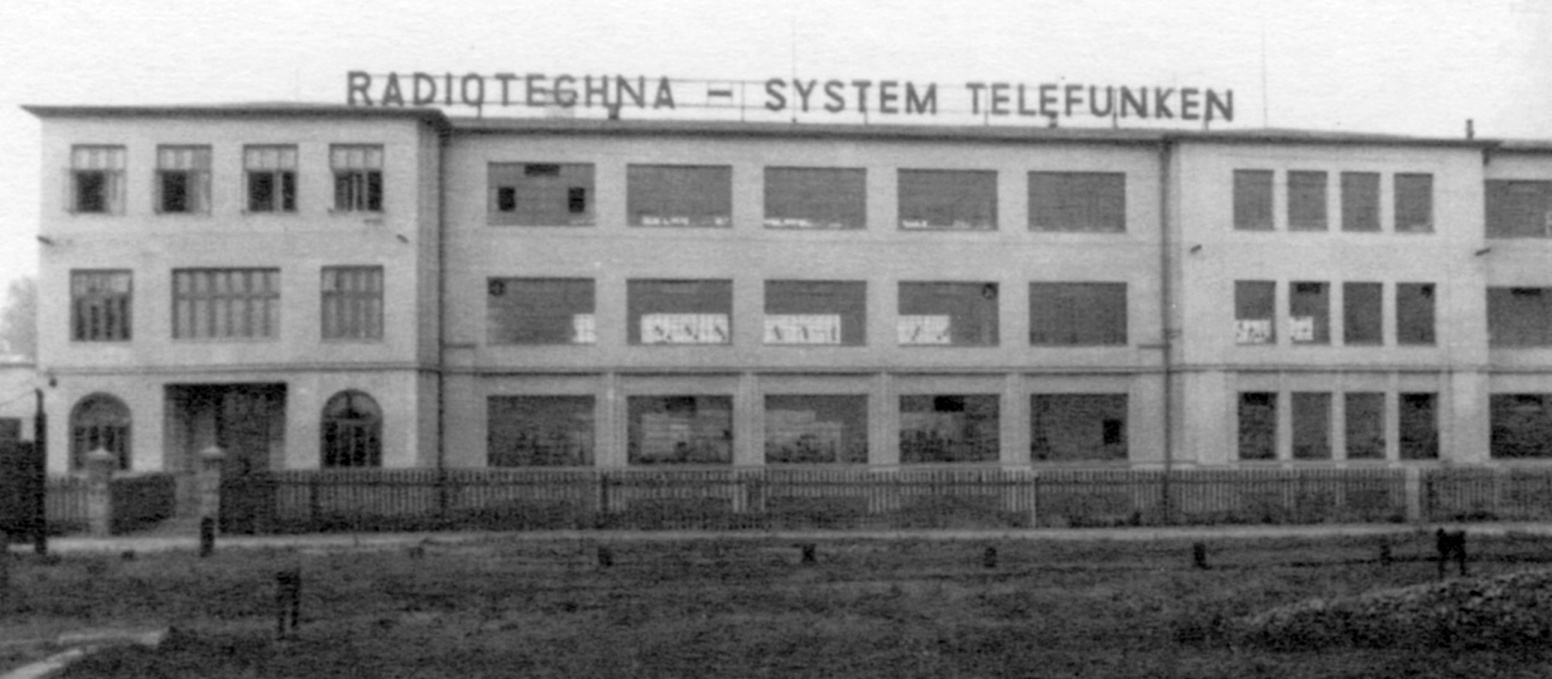
Budova továrny Radiotechna Přelouč před druhou světovou válkou

Na počátku 16. století vybudoval Štěpán Anděl z Ronovce vodovod, rozvádějící vodu z labského mlýna do dvou pivovarů a kašny na náměstí. Zároveň nechal postavit most přes řeku Labe.
Roku 1923 byla zřízena čokoládovna Ego, zrušena v roce 1957, kdy budovy převzala Tesla Přelouč. Tato továrna, původně firma Radiozávody Přelouč – J. V. Myslík-Hyršovský a spol., později Radio Zenit Přelouč, byla v letech 1928–45 ve vlastnictví firmy Siemens-Halske a od roku 1948 se jmenovala Tesla Přelouč. Podnik zrušen v roce 1992.
V letech 1922–1923 vznikla filiálka Chlumeckých strojíren, kterou roku 1928 koupila vojenská správa a zřídila zde opravárenský závod.
V roce 1845 byla Přelouč napojena na železniční trať z Olomouce do Prahy, v roce 1882 vystavěna odbočka do Vápenného Podola.
Na budově malé vodní elektrárny byla v r. 2009 zprovozněna fotovoltaická elektrárna s instalovaným výkonem 21 kW.

## Demografie
| 1620    | 1843  | 1869  | 1880  | 1890  | 1900  | 1910  | 1921  | 1930  | 1950  | 1961  | 1970  | 1980  | 1991  | 2001  | 2011  | 2024   |
| ------- | ----- | ----- | ----- | ----- | ----- | ----- | ----- | ----- | ----- | ----- | ----- | ----- | ----- | ----- | ----- | ------ |
| cca 900 | 1 767 | 2 718 | 3 437 | 3 598 | 3 457 | 3 808 | 3 568 | 4 191 | 4 374 | 5 394 | 6 279 | 7 753 | 8 588 | 8 199 | 9 108 | 10 137 |

## Osobnosti
- Tůma Přeloučský (cca 1435 – 1518), biskup Jednoty bratrské a literát
- Jan Reinwetter (cca 1600 – 1662), primátor v Přelouči, veterán třicetileté války, vlivný měšťan
- Josef Pardus (1801–1893), vlastenec, jeho život se stal základem knihy "Západ" (postava faráře Kalouse) K. V. Raise
- Jan Dítě (1812–1892), čestný měšťan v Přelouči, zakladatel Občanské záložny, městského parku aj.
- Jan Slavík (1842–1906), matematik a filosof, organizátor českého středního školství na Moravě
- Ladislav Quis (1846–1913), básník a spisovatel
- František Filipovský (1845–1919), ředitel kůru, kapelník a učitel zpěvu na měšťanské škole v Přelouči, hudební skladatel
- Josef Topič (1848–1932), cestovatel a lovec
- Jan Vincenc Diviš (1848–1923), cukrovarník, vynálezce, básník a spisovatel, v letech 1914–1919 starosta Přelouče
- Alois Topič (1852–1927), cestovatel
- Rudolf Wolkan (1860–1927), rakouský literární historik a vysokoškolský pedagog, ředitel vídeňské univerzitní knihovny
- František Dvořák (1862–1927), malíř
- František Flos (1864–1961), učitel, dramatik, překladatel a spisovatel
- Rudolf Brunner-Dvořák (1864–1921), fotograf, průkopník žurnalistické fotografie a fotografické reportáže
- Rudolf Neuhöfer (1876–1945), středoškolský profesor, klasický filolog a překladatel
- Jiří Diviš (1886–1959), chirurg
- František Filipovský (1907–1993), herec
- František Emler (1912–1992), malíř
- Miloš Svoboda (1913–1996), žokej, dvojnásobný vítěz Velké pardubické
- Miroslav Brotánek (1916–1987), malíř
- Jindřich Mahelka (1919–1991), malíř, grafik a ilustrátor
- Jiří Novák (sochař) (1922–2010), akademický sochař
- Jiřina Petrovická (1923–2008), herečka
- Stanislav Brebera (1925–2012), chemik, vyvinul plastickou trhavinu Semtex
- Ladislav Kudláček (1932–1999), prof. Ing. CSc., první rektor Univerzity Pardubice

## Galerie

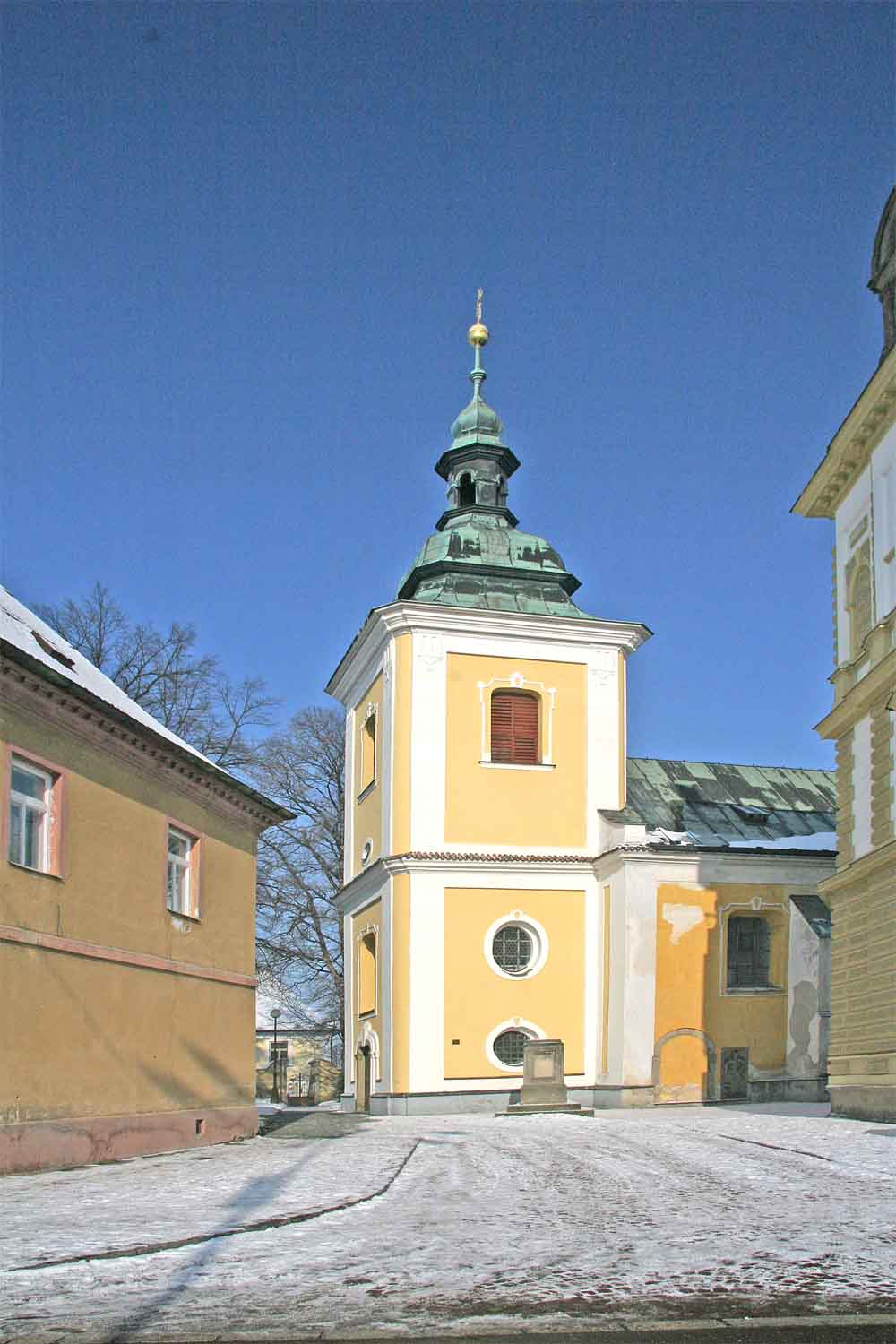
Kostel Svatého Jakuba Většího
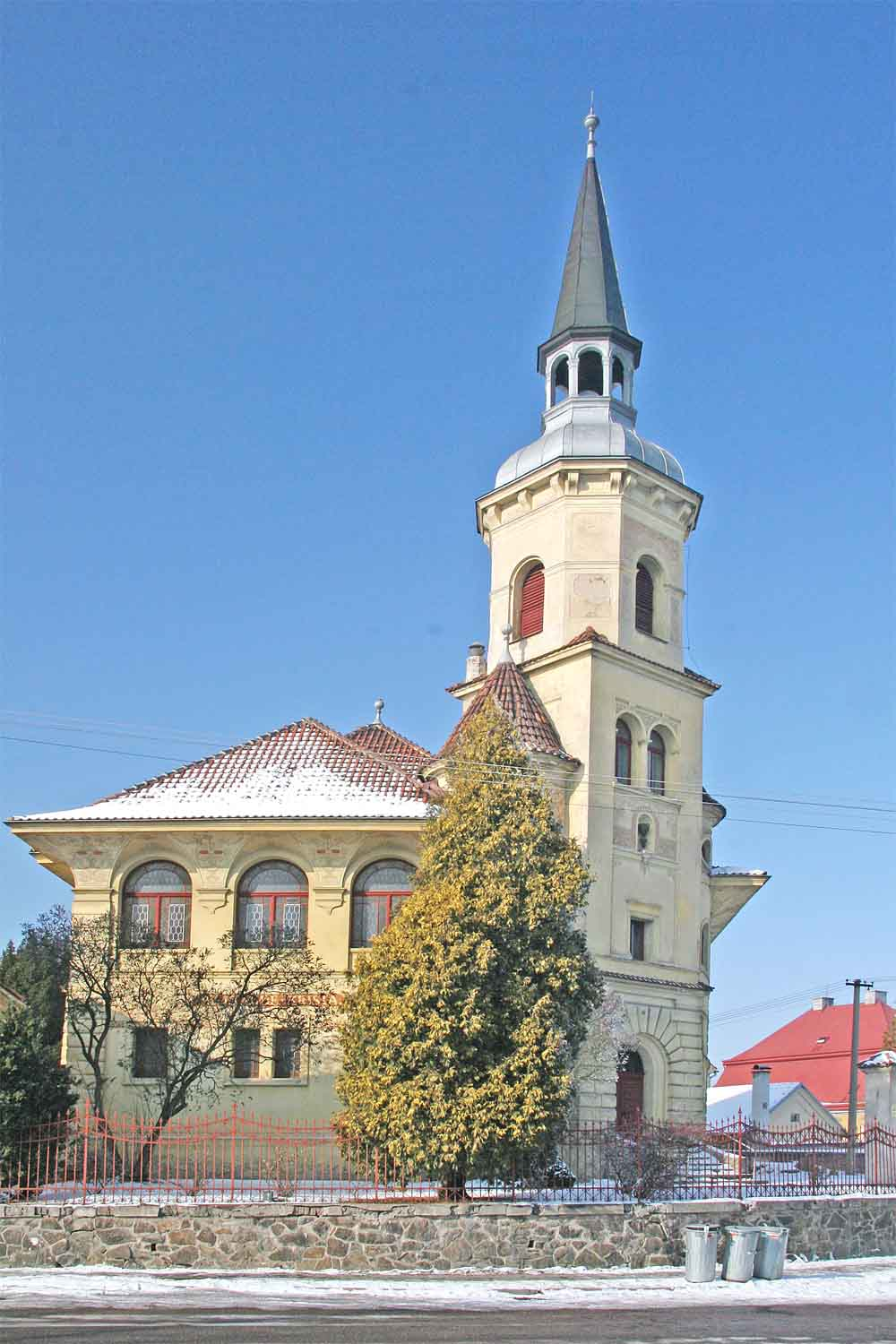
Evangelický kostel
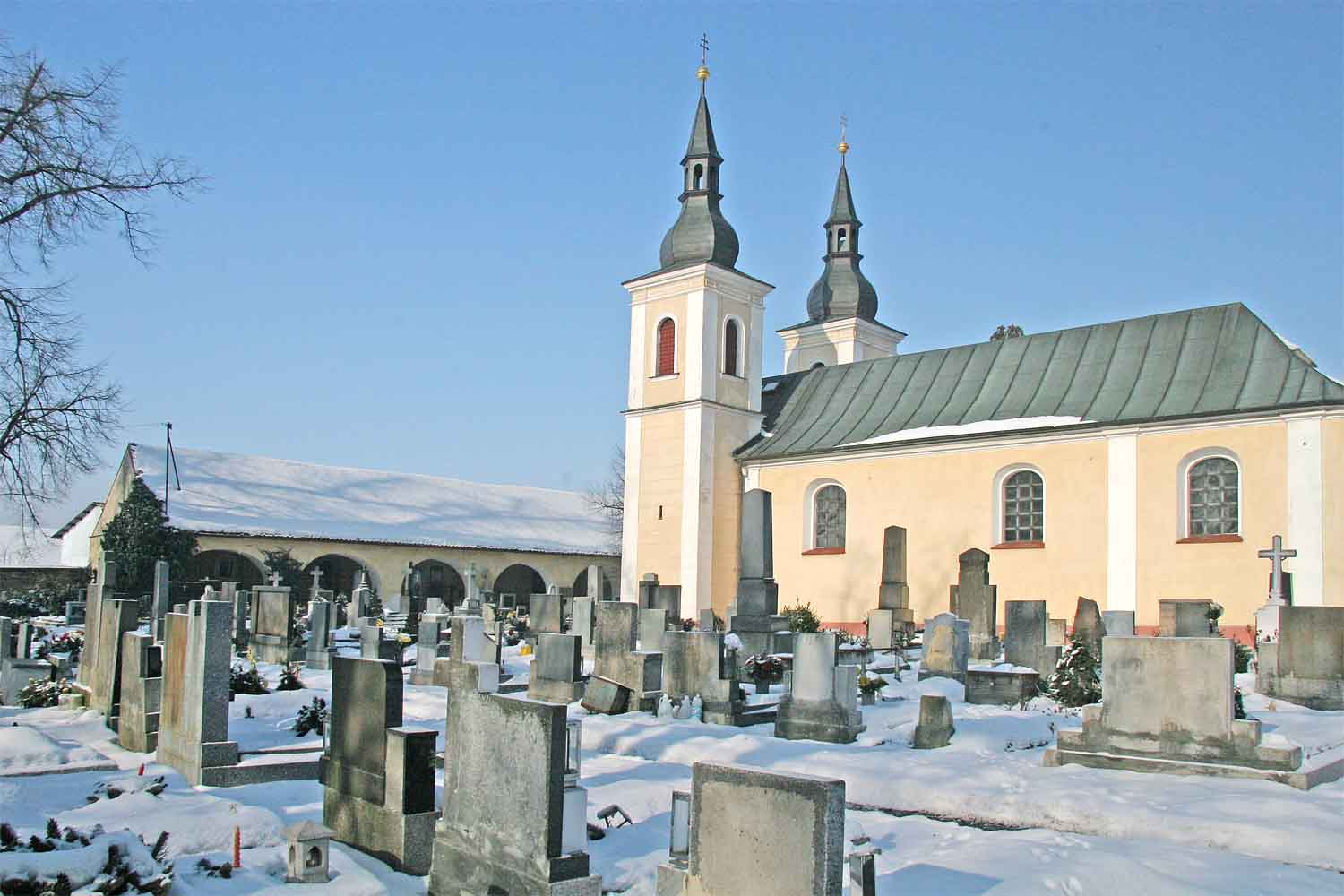
Hřbitovní kostel Navštívení Panny Marie
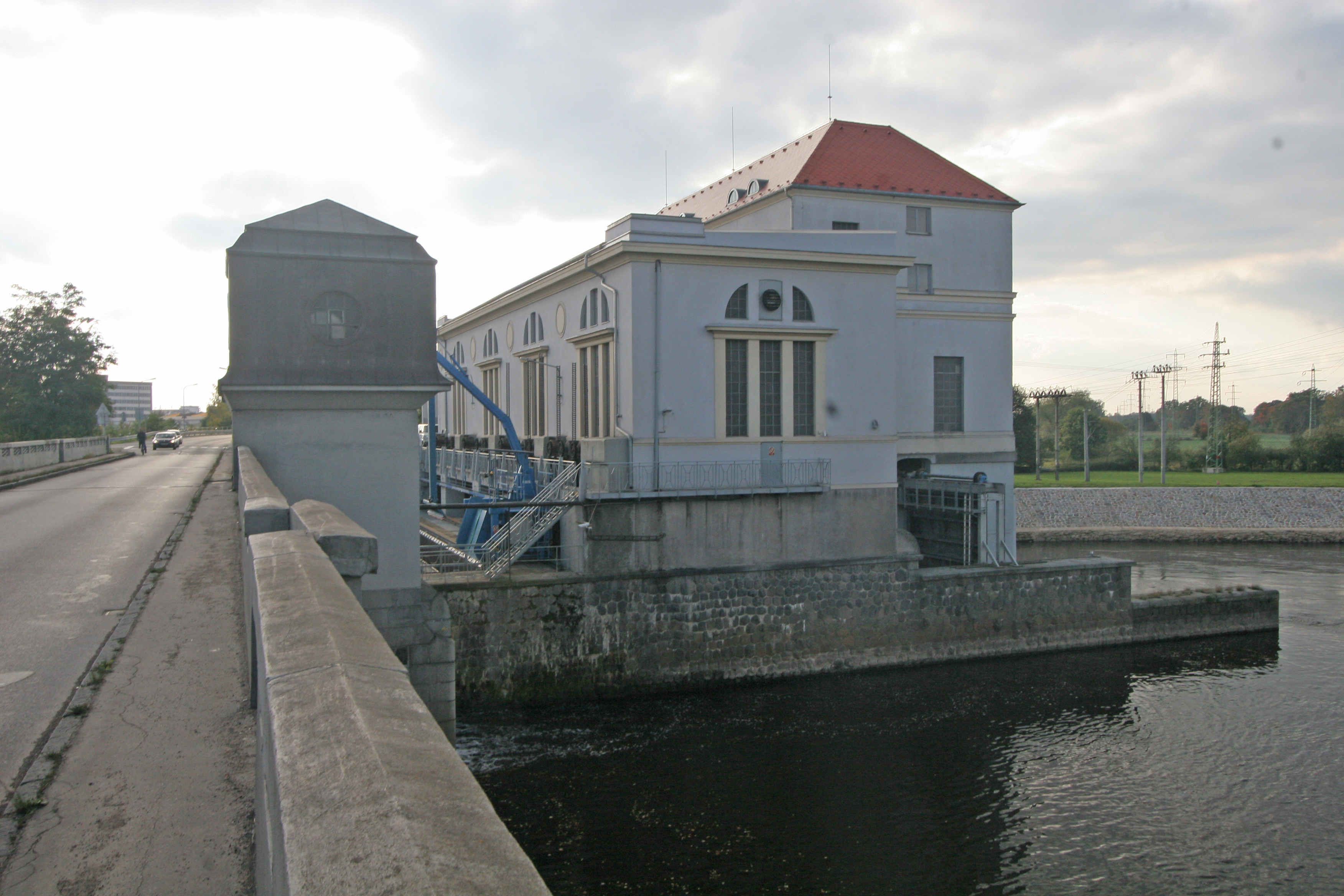
Vodní elektrárna
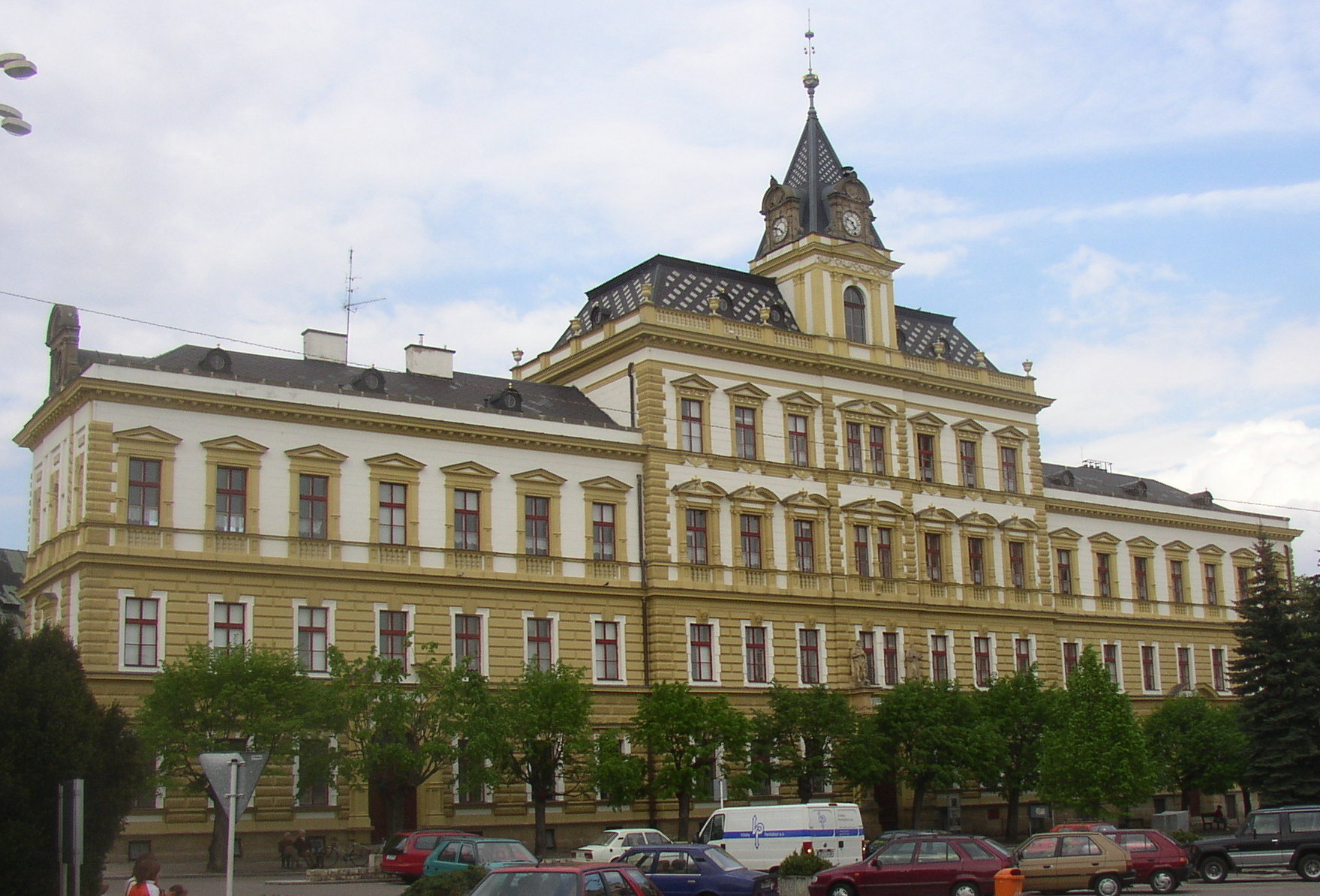
Základní škola na Masarykově náměstí
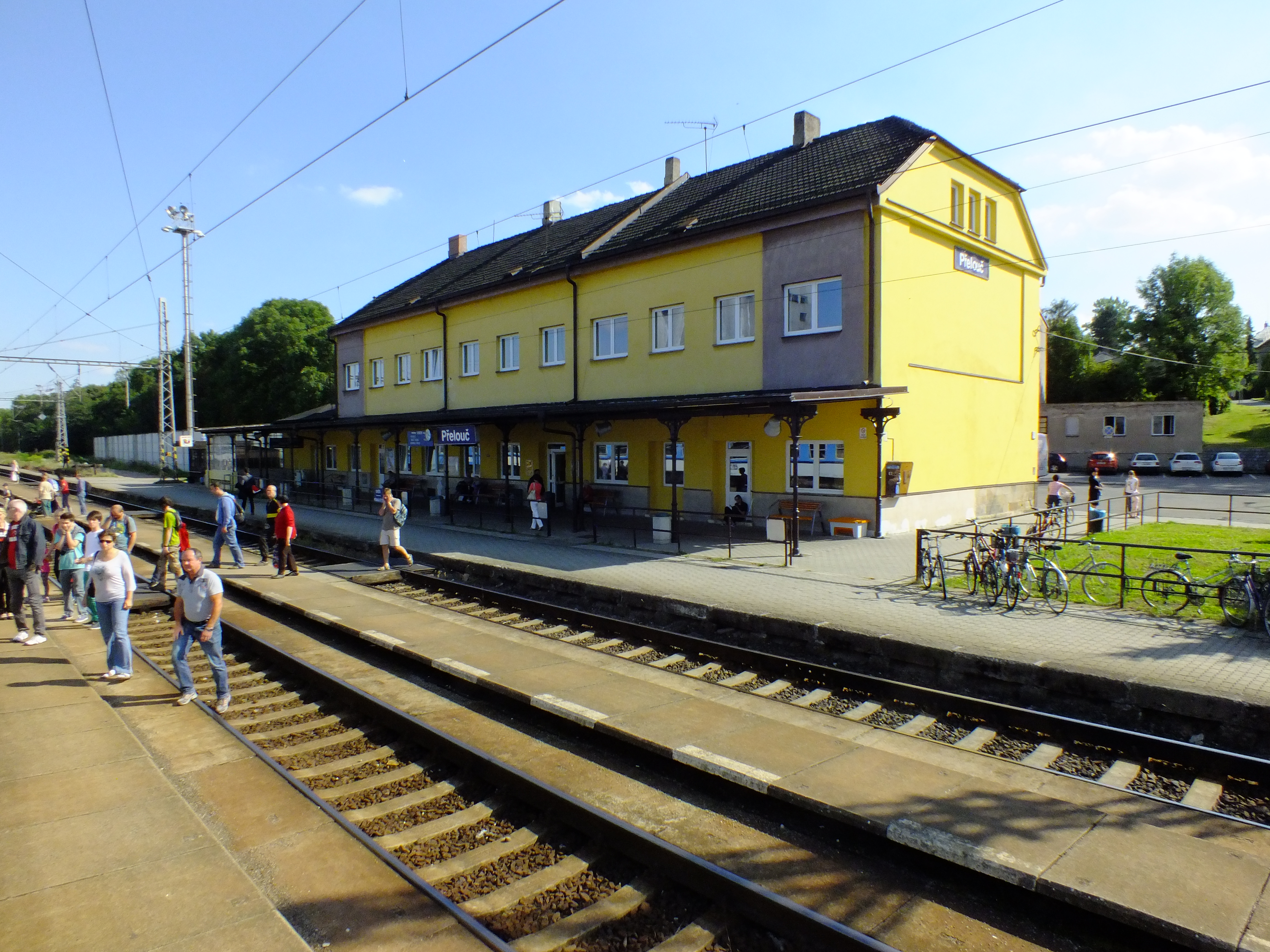
Nádraží